# Voruntersuchung
Voruntersuchung (alemany: Investigació preliminar) és una pel·lícula de ficció criminal alemanya del 1931 dirigida per Robert Siodmak i protagonitzada per Albert Bassermann, Gustav Fröhlich i Hans Brausewetter. Juntament amb una altra pel·lícula que Siodmak va fer el mateix any Stürme der Leidenschaft, anticipa el desenvolupament posterior del cinema negre. Va ser realitzat per l'estudi més gran d'Alemanya Universum Film, amb escenografies dissenyades pel director d'art Erich Kettelhut. Paul Martin, que poc després va emergir com a director principal, va ser assistent de direcció de Siodmak a la pel·lícula. Es va basar en una obra de teatre de 1927 del mateix títol de Max Alsberg i Ernst Hesse. També es va produir una versió separada en francès Autour d'une enquête.

## Argument
Quan una prostituta és assassinada en una pensió barata de Berlín, un jutge d'instrucció sospita que l'assassí és el seu xicot, sense saber que el seu propi fill i la seva filla també estan barrejats en el cas.

## Producció
La pel·lícula es va rodar del 18 de febrer al març de 1931 a Berlín-Tiergarten i a l'estudi Ufa a Neubabelsberg. Els edificis van ser creats per Erich Kettelhut. Els rètols dels carrers i els números de casa de la imatge indiquen Mittelstraße 63 com a ubicació de l'acció.

## Repartiment
- Albert Bassermann com el Dr. Konrad Bienert, Landgerichtsrat
- Gustav Fröhlich com a Fritz Bernt, estudiant
- Hans Brausewetter com a Walter Bienert, Beinerts Sohn, estudiant
- Charlotte Ander com a Gerda Bienert - Bienerts Tochter
- Anni Markart com Erna Kabisch
- Edith Meinhard com Mella Ziehr
- Oskar Sima com a Karl Zülke, porter
- Julius Falkenstein com a Anatol Scherr, un cap de família
- Heinrich Gretler com a Kurt Brann, senyal Untermieter
- Hermann Speelmans com a Bruno Klatte, artista
- Jakob Tiedtke com a Ein genierter Herr
- Gerhard Bienert com a Baumann, Kriminalkommissar
- Heinz Berghaus com a Schneider, Kriminalbeamter
- Carl Lambertin com a Kriebel, Kiminalbeamter
- Emilia Unda
- Erwin Splettstößer